# Бая-де-Кріш (комуна)
Бая-де-Кріш (рум. Baia de Criș) — комуна у повіті Хунедоара в Румунії. До складу комуни входять такі села (дані про населення за 2002 рік):
- Балдовін (115 осіб)
- Бая-де-Кріш (779 осіб) — адміністративний центр комуни
- Велень (12 осіб)
- Керач (60 осіб)
- Керестеу (274 особи)
- Лунка (295 осіб)
- Рішка (262 особи)
- Рішкуліца (475 осіб)
- Цебя (759 осіб)

Комуна розташована на відстані 326 км на північний захід від Бухареста, 35 км на північний захід від Деви, 95 км на південний захід від Клуж-Напоки, 123 км на схід від Тімішоари.

## Населення
За даними перепису населення 2002 року у комуні проживала 3031 особа.
Національний склад населення комуни:
| Національність | Кількість осіб | Відсоток |
| -------------- | -------------- | -------- |
| румуни         | 2998           | 98,9%    |
| цигани         | 16             | 0,5%     |
| угорці         | 13             | 0,4%     |
| українці       | 1              | < 0,1%   |
| німці          | 1              | < 0,1%   |
| словаки        | 1              | < 0,1%   |

Рідною мовою назвали:
| Мова       | Кількість осіб | Відсоток |
| ---------- | -------------- | -------- |
| румунська  | 3016           | 99,5%    |
| угорська   | 12             | 0,4%     |
| українська | 1              | < 0,1%   |
| німецька   | 1              | < 0,1%   |

Склад населення комуни за віросповіданням:
| Релігія                             | Кількість осіб | Відсоток |
| ----------------------------------- | -------------- | -------- |
| православні                         | 2913           | 96,1%    |
| баптисти                            | 69             | 2,3%     |
| п'ятдесятники                       | 19             | 0,6%     |
| римо-католики                       | 18             | 0,6%     |
| греко-католики                      | 7              | 0,2%     |
| реформати                           | 1              | < 0,1%   |
| адвентисти                          | 1              | < 0,1%   |
| лютерани (Аугсбурзького сповідання) | 1              | < 0,1%   |